# Федоровка (Неклинівський район)
Федоровка, Федорівка — село, адміністративний центр Федоровського сільського поселення Неклинівського району Ростовської області.
Населення — 2226 осіб (2010 рік).

## Географія
Село розташовано над річкою Сухий Яланчик, за 40 км на захід від Таганрога. Відстань до Ростова-на-Дону — 100 км.

### Вулиці
| - Гагаріна вулиця; - Горького вулиця; - Дворцевого вулиця; - Жукова вулиця; - Виконкомівська вулиця; - Калініна вулиця; - Кірова вулиця; - Красногвардійська улиця; - Вулиця Крупської; - Вулиця Куйбишева; - Вулиця Леніна; | - Вулиця Лермонтова; - Вулиця Мічуріна; - Набережна вулиця; - Першотравнева вулиця; - Польова вулиця; - Поштова вулиця; - Пушкіна вулиця; - Північна вулиця; - Семашко вулиця; - Степова вулиця; - Чехова вулиця. |

## Історія

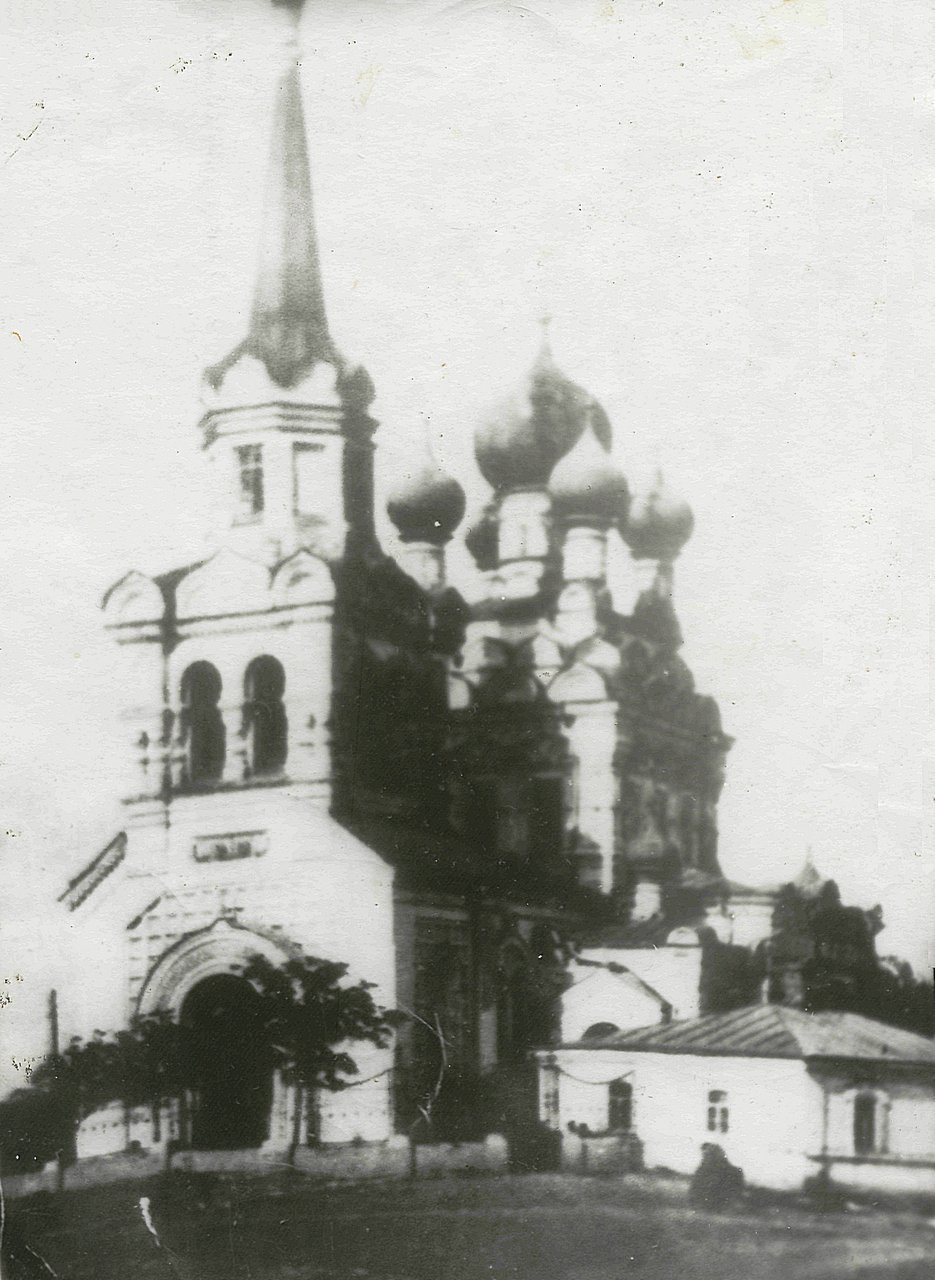
Вознесенська церква у Федорівці (кінець XIX — початок XX ст)

Зимівники над Сухим та Мокрим Яланчиками були основою Яланецької паланки Запорозької Січі на початку 18 сторіччя.
Заснована Федоровська слобода у 1847 році. Як й решта сіл Міуського округу Області Війська Донського було заселене українськими селянами.
В слободі був зведений дерев'яний храм Вознесіння Господнього, що проіснував 36 років, з 1857 до 1893 року, після чого він був замінений кам'яним храмом. За даними газети «Донські єпархіальні відомості» за 1897 рік (№ 12), на 1900 рік число парафіян склало 3384 особи. У слободі діяли чоловіча та жіноча церковно-парафіяльні школи.
Храм Успіння Пресвятої Богородиц у селі Григоровка нині Матвієво-Курганського району, зведений у 1906 році на кошти мешканців був приписаний до Вознесенського храму слободи Федоровка Таганрозького округу Донської єпархії.
Перед Жовтневим переворотом 1917 року у слободі постійно мешкало близько 4200 осіб, діяли великі цегельні заводи, паровий млин, олійниці, церква, церковно-парафіяльні школи..
У 1923 році село стало центром Федорівського району Таганрізької округи Донецької губернії УСРР. Фактично, у 1925 році Федорівський район був переданий разом з Таганрізькою округою до Північно-Кавказького краю РРФСР. В селі тоді мешкало 2908 осіб, налічувалося 530 дворів, 5 дрібних промислових підприємств, 3 млини, олійниця, ставок й 328 колодязів; діяли 2 школи 1-го ступеня та 3 більшовицькі парторганізації.
До 1 липня 1950 року село значиться як центр Фдоровської сільради та Федоровського району одночасно в складі Ростовської області. У листопаді 1953 року Федоровський район було скасовано, а саме село приєднане як центр сільради до Таганрозького району.
У квітні 1962 року село ввійшло до складу Неклинівського району.

### Відомі люди
- Мальована Лариса Іванівна (нар. 1939) — радянська і російська актриса театру і кіно, театральний режисер, народна артистка РРФСР (1985).
- Кутахов Павло Степанович (1914—1984) — радянський воєначальник, Головний маршал авіації (1972), двічі Герой Радянського Союзу (1943, 1984), заслужений військовий льотчик СРСР (1966).

## Цікаві факти
- У 1976 році був знятий х/ф «Зустрінемося біля фонтану», зйомки якого проходили у Федорівці.